# رمون ریوت
رمون ریوت (فرانسوی: Raymond Riotte‎؛ زادهٔ ۱۶ فوریهٔ ۱۹۴۰) دوچرخه‌سوار اهل فرانسه است.
از باشگاه‌هایی که در آن رکاب زده‌است می‌توان به تیم دوچرخه‌سواری بیک، تیم دوچرخه‌سواری مرسیه، ژیتان–کامپانیولو، و تیم دوچرخه‌سواری پژو اشاره کرد.